# Rathaus Lindach (Kolitzheim)

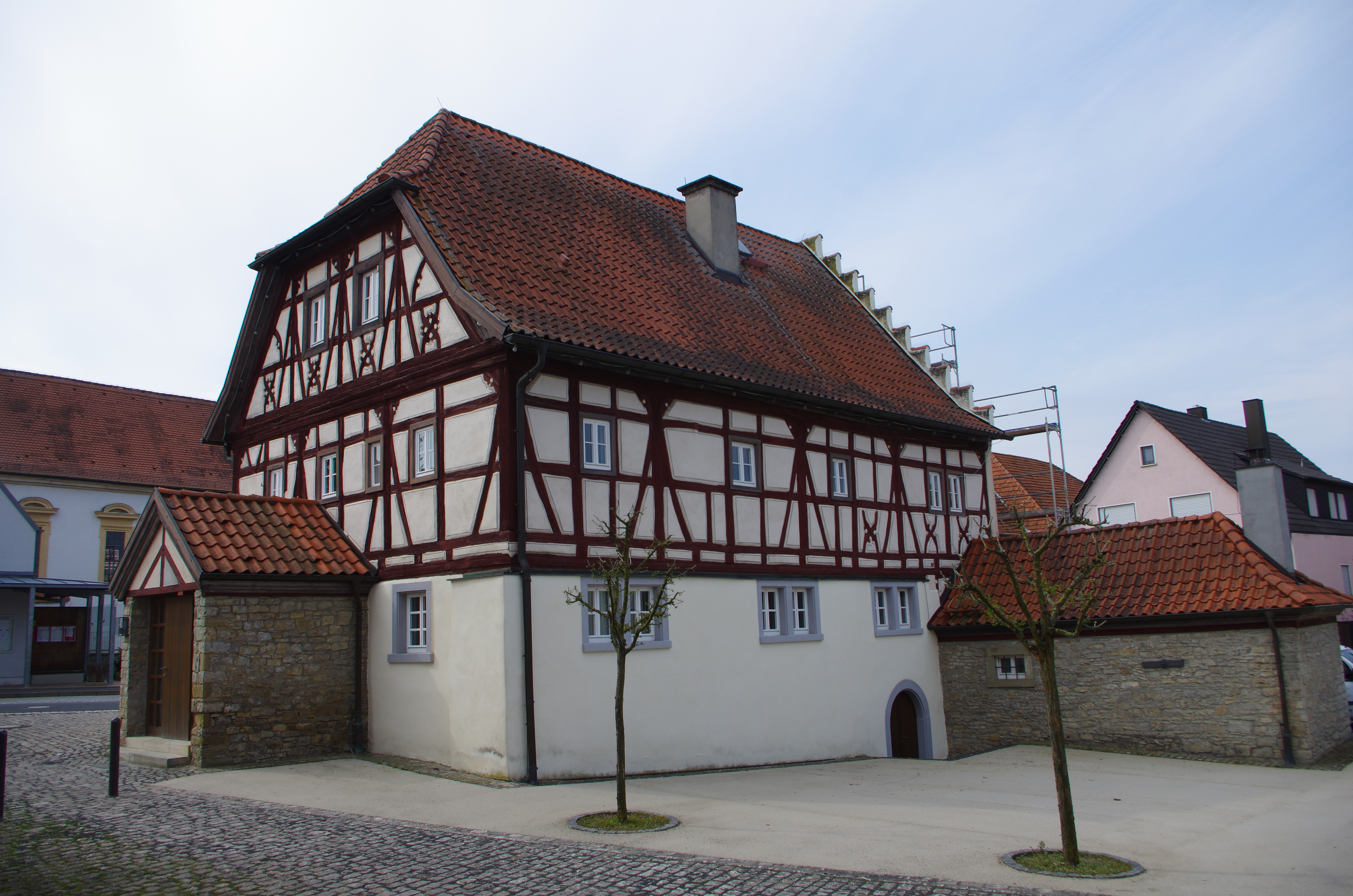
Ehemaliges Rathaus in Lindach

Das Rathaus in Lindach, einem Ortsteil der Gemeinde Kolitzheim im unterfränkischen Landkreis Schweinfurt in Bayern, wurde um 1600 errichtet. Das ehemalige Rathaus an der Kolitzheimer Straße 1 ist ein geschütztes Baudenkmal. 
Der zweigeschossige Satteldachbau mit Treppengiebel hat eine hintere Giebelseite mit Zierfachwerk. 